# Przemyslas II de Cieszyn
Przemyslas II de Cieszyn , également connu comme Przemko II (polonais : Przemysław II cieszyński, tchèque : Přemysl II. Těšínský, allemand : Przemislaus II. von Teschen; né vers 1420 – 18 mars 1477), fut  Duc de Cieszyn (Teschen, Těšín) à partir de 1431, jusqu'en 1442 avec ses frères comme corégents. Il règne aussi sur Bielsko et Skoczów à partir de  1442, duc d'une moitié du duché de  Głogów (Glogau, Hlohov) et du duché de Ścinawa à partir de 1460 et à partir de 1468 unique souverain de  Cieszyn.

## Origine
Przemyslas est le 3e né des fils du duc Boleslas Ier de Cieszyn et de sa seconde épouse Euphémie de Mazovie, fille du duc Siemovit IV de Mazovie.

## Règne
Après la mort de son père en 1431, Przemysław II règne sur le duché conjointement avec ses frères comme corégents et sous la tutelle de leur mère. Le 29 novembre 1442 la division formelle du duché est effectuée entre les fils de Bolesław Ier:  Przemysław II devient  nominalement  duc de Cieszyn car le pouvoir est exercé en fait par son frère ainé  Venceslas Ier), il reçoit  Bielsko conjointement avec son frère Bolesław II et Skoczów comme domaine propre.
Przemysław II cherche ensuite à intervenir activement dans la politique familiale. En 1443, il donne son consentement lors de la vente du duché de Siewierz au Cardinal Zbigniew Olesnicki, évêque de Cracovie, en échange de quoi il a reçoit de Venceslas Ier  une somme de 500 pièces d'argent. En 1447, avec son frère Boleslas II, il participe une assemblée à Cracovie, où il soutient la Pologne dans un litige relatif à Siewierz. En 1447, la mort de leur mère Euphémie permet à Przemysław II et à son frère Boleslas II d'incorporer dans leurs domaines Skoczów et Fryštát (en allemand : Freystadt).Bolesław II meurt dès 1452, laissant un fils mineur, Casimir II dont Przemysław II assume la tutelle.
Przemysław II soutient ensuite son  suzerain, le roi de Bohême Georges de Podebrady tout en  maintenant des relations amicales avec le roi Casimir IV de Pologne. Dans ce contexte il reçoit en 1454 à Cieszyn la princesse Élisabeth de Habsbourg , en route pour Cracovie où elle va épouser le roi Casimir IV. Toutefois ces relations cordiales avec le royaume de Pologne  s'altèrent à la suite du conflit entre le royaume et le duc Jean IV d'Oświęcim, qui se solde finalement par un accord signé 1er juillet 1457 à Cracovie.
Trois ans plus tard, Przemysław II participe comme conciliateur la rencontre entre les rois de Pologne et de Bohême à Bytom. Il exerce encore ses qualités de médiateur le 9 juin 1461 de nouveau entre Jean IV d'Oświęcim et Casimir IV. En 1460 Władysław, un autre frère de Przemysław II meurt sans héritier mais il laisse ses domaines composés de la moitié de Głogów et de Ścinawa – comme douaire à sa veuve Marguerite de Cilley. Przemysław II tente ensuite de rapprocher les points de vue des dirigeants polonais et tchèques en 1462 à Glogów où les deux rois se sont réunis pour négocier l'avenir du royaume de Bohême. En remerciement de ses bons offices il 
reçoit à titre viager la cité de Valašské Meziříčí dans l'est de la Moravie. En 1466 il prend une part 
active à l'expédition de  Georges de Podebrady contre le  comté de Kłodzko générant une tension entre Cieszyn et la puissante cité de Wrocław. Après l'abdication de son frère Venceslas Ier en 1468, Przemysław II s'empare du pouvoir à Cieszyn, bien que le précédent duc ait désigné comme héritier leur neveu Casimir II.
En 1469 il prend part à l'élection du roi de Hongrie  Matthias Corvin soutenu par le Pape Paul II et la noblesse catholique de Bohême comme anti-roi de Bohême à Olomouc, contre le roi excommunié Georges de Bohême. Przemysław II combat en Hongrie en Bohême et en Haute Silésie, les adversaires de Matthias Corvin. ce dernier loin de le récompenser pour son soutien tente de le priver de Cieszyn dans ce contexte, en 1471 après la mort de Georges de Bohême, Przemysław II rejoint l'opposition au roi de Hongrie et soutient la candidature de  Vladislas Jagellon, fils de Casimir IV de Pologne comme roi de Bohême. Il tente toutefois de maintenir son indépendance en louvoyant entre Pologne, Bohême et Hongrie.
En 1474 Venceslas Ier, dernier frère survivant de Przemysław II, meurt sans héritier ce qui lui permet de réunir l'ensemble du patrimoine familiale à l'exception de Siewierz et de Bytom qui ont été cédés. Przemysław II est à la tête d'une puissance régionale non négligeable, ce qui déplait au roi Matthias Corvin toujours maitre de la Silésie, ce dernier lors d'une rencontre à  Racibórz en 1475, obtient l'accord de Casimir IV de Pologne pour intervenir dans duché de Cieszyn, et même de priver Przemysław II de sa souveraineté s'il refuse de s'acquitter d'une énorme contribution financière.
Le duc réussit finalement à faire face à l'intervention de l'armée Hongroise grâce à la courageuse défense de Cieszyn menée par Jakub z Dębna, Przemyslaw II, doit toutefois consentir à la saisie de la moitié de Głogów et de Ścinawa en 1476 par le roi Matthias. Le duc n'est plus en possession que de Cieszyn et de quelques autres cités lorsqu'il meurt peu après le 18 mars 1477 il est inhumé dans l'église des Dominicains de Cieszyn.
Sans héritier male il a comme successeur son neveu et ancien pupille Casimir II le seul survivant male de la lignée des Piast de Cieszyn.

## Sources
- (en) Cet article est partiellement ou en totalité issu de l’article de Wikipédia en anglais intitulé « Przemysław II, Duke of Cieszyn » (voir la liste des auteurs), édition du 31 aout 2014.
- (en) & (de) Peter Truhart, Regents of Nations, K. G Saur Münich, 1984-1988 (ISBN 359810491X), Art. « Glogau (Pol. Głogów) + Freystadt, Gross-Glogau, Steinau », p.  2.450.
- (en) & (de) Peter Truhart, Regents of Nations, K. G Saur Münich, 1984-1988 (ISBN 359810491X), Art. « Teschen (Pol. Cieszyn) », p.  2.455.
- (de) Europäische Stammtafeln Vittorio Klostermann, Gmbh, Francfort-sur-le-Main, 2004  (ISBN 3465032926),  Die Herzoge von Auschwitz †1495/97, von Zator †1513 und von Tost †1464 sowie die Herzoge von Teschen 1315-1625 resp. 1653  des Stammes der Piasten  Volume III Tafel 16.
- (de) Historische Kommission für Schlesien (Hrsg.): Geschichte Schlesiens. Band 1, Sigmaringen 1988,  (ISBN 3-7995-6341-5), S. 190, 205, 211f. und 214.
- (de) Hugo Weczerka: Handbuch der historischen Stätten:  « Schlesien ». Stuttgart, 1977,  (ISBN 3-520-31601-3), Stammtafel auf S. 598/99.
- (pl) Idzi Panic, Poczet Piastów i Piastówien cieszyńskich. Cieszyn: Urząd Miejski 2002.  (ISBN 83-917095-4-X).